# دنيس سكينر
دينيس إدوارد سكينر (بالإنجليزية: Dennis Edward Skinner) (11 فبراير 1932): سياسي بريطاني سابق، شغل منصب عضو البرلمان عن دائرة بولسوفير لمدة 49 عامًا (من عام 1970 إلى عام 2019). وهو عضو في حزب العمال، ومعروف بآرائه اليسارية ومشاعره الجمهوريانية. قبل دخوله البرلمان، عمل لأكثر من 20 عامًا في منجم للفحم.
يُلقب دينيس سكينر بـ "وحش بولسوفير"، وكان عضوًا بارزًا في مجموعة الحملة الاشتراكية لأعضاء البرلمان العمالي. خدم في اللجنة التنفيذية الوطنية لحزب العمال لمدة 30 عامًا مع انقطاعات قصيرة، وترأس اللجنة من عام 1988 إلى عام 1989. كان سكينر شخصية مهمة في السياسة البريطانية بصفته أحد أقدم أعضاء مجلس العموم وأطول عضو في حزب العمال خدمة. في استفتاء عام 2016 صوت سكينر الذي كان متشككًا في أوروبا طوال حياته لصالح خروج المملكة المتحدة من الاتحاد الأوروبي. في الانتخابات العامة لعام 2019، خسر سكينر مقعده في بولسوفر لصالح المرشح المحافظ مارك فليتشر. خلفته ناتالي فليت لاحقًا كمرشحة حزب العمال للدائرة الانتخابية.

## مناصب
- في الانتخابات العامة في المملكة المتحدة 1970، انتخب عضو البرلمان الخامس والأربعون للمملكة المتحدة عن دائرة بولسوفير (18 يونيو 1970 – 8 فبراير 1974).
- في الانتخابات العامة في المملكة المتحدة فبراير 1974 [الإنجليزية]‏، انتخب عضو البرلمان السادس والأربعون للمملكة المتحدة عن دائرة بولسوفير خلال فترته النيابية ‏ (28 فبراير 1974 – 20 سبتمبر 1974).
- في الانتخابات العامة في المملكة المتحدة أكتوبر 1974 [الإنجليزية]‏، انتخب عضو البرلمان السابع والأربعون للمملكة المتحدة عن دائرة بولسوفير خلال فترته النيابية ‏ (10 أكتوبر 1974 – 7 أبريل 1979).
- في الانتخابات العامة للمملكة المتحدة 1979 [الإنجليزية]‏، انتخب عضو البرلمان الثامن والأربعون للمملكة المتحدة عن دائرة بولسوفير خلال فترته النيابية ‏ (3 مايو 1979 – 13 مايو 1983).
- في الانتخابات العمومية للمملكة المتحدة 1983 [الإنجليزية]‏، انتخب عضو البرلمان التاسع والأربعون للمملكة المتحدة عن دائرة بولسوفير خلال فترته النيابية ‏ (9 يونيو 1983 – 18 مايو 1987).
- في الانتخابات العمومية للمملكة المتحدة 1987 [الإنجليزية]‏، انتخب عضو البرلمان الخمسون للمملكة المتحدة عن دائرة بولسوفير خلال فترته النيابية ‏ (11 يونيو 1987 – 16 مارس 1992).
- في الانتخابات العامة في المملكة المتحدة 1992 [الإنجليزية]‏، انتخب عضو البرلمان الحادي والخمسون للمملكة المتحدة عن دائرة بولسوفير خلال فترته النيابية ‏ (9 أبريل 1992 – 8 أبريل 1997).
- في الانتخابات العامة في المملكة المتحدة 1997 [الإنجليزية]‏، انتخب عضو البرلمان الثاني والخمسون للمملكة المتحدة عن دائرة بولسوفير وقد انضم خلال فترته النيابية ‏ (1 مايو 1997 – 14 مايو 2001) للكتلة البرلمانية حزب العمال.
- في الانتخابات العامة في المملكة المتحدة 2001، انتخب عضو برلمان المملكة المتحدة الـ53 عن دائرة بولسوفير وقد انضم خلال فترته النيابية ‏ (7 يونيو 2001 – 11 أبريل 2005) للكتلة البرلمانية حزب العمال.
- في الانتخابات العامة في المملكة المتحدة 2005، انتخب عضو برلمان المملكة المتحدة الـ54 عن دائرة بولسوفير وقد انضم خلال فترته النيابية ‏ (5 مايو 2005 – 12 أبريل 2010) للكتلة البرلمانية حزب العمال.
- في انتخابات المملكة المتحدة لعام 2010، انتخب عضو برلمان المملكة المتحدة الـ55 عن دائرة بولسوفير وقد انضم خلال فترته النيابية ‏ (6 مايو 2010 – 30 مارس 2015) للكتلة البرلمانية حزب العمال.
- في الانتخابات العامة في المملكة المتحدة 2015، انتخب عضو برلمان المملكة المتحدة الـ56 عن دائرة بولسوفير وقد انضم خلال فترته النيابية ‏ (8 مايو 2015 – 3 مايو 2017) للكتلة البرلمانية حزب العمال.
- في الانتخابات التشريعية البريطانية 2017، انتخب عضو برلمان المملكة المتحدة الـ57 عن دائرة بولسوفير وقد انضم خلال فترته النيابية ‏ (8 يونيو 2017 – ) للكتلة البرلمانية حزب العمال.
- انتخب Chair of the Labour Party (UK) [الإنجليزية]‏ (13 يونيو 1988 – 27 أكتوبر 1989).